# 溝辺町
溝辺町（みぞべちょう）は、鹿児島県の中央部にあり、現在の霧島市に属する。かつては姶良郡に属していた。鹿児島空港を町域に有する。
2005年11月7日、国分市および姶良郡内5町が合併して霧島市溝辺町となった。

## 地理
鹿児島県（離島部除く）の中央部に位置する。

## 歴史
- 1889年4月1日 - 町村制により、有川・竹子・三縄・麓・崎森が合併して溝辺村が発足。
- 1948年 - 村域の一部（長谷地区）を加治木町に編入。
- 1952年 - 村域の一部（迫地区）を加治木町に編入。
- 1959年4月1日 - 町制施行により溝辺町となる。

## 産業
- 特産品：茶

### 主要企業
- 落合刃物工業

## 地域

### 教育

#### 中学校

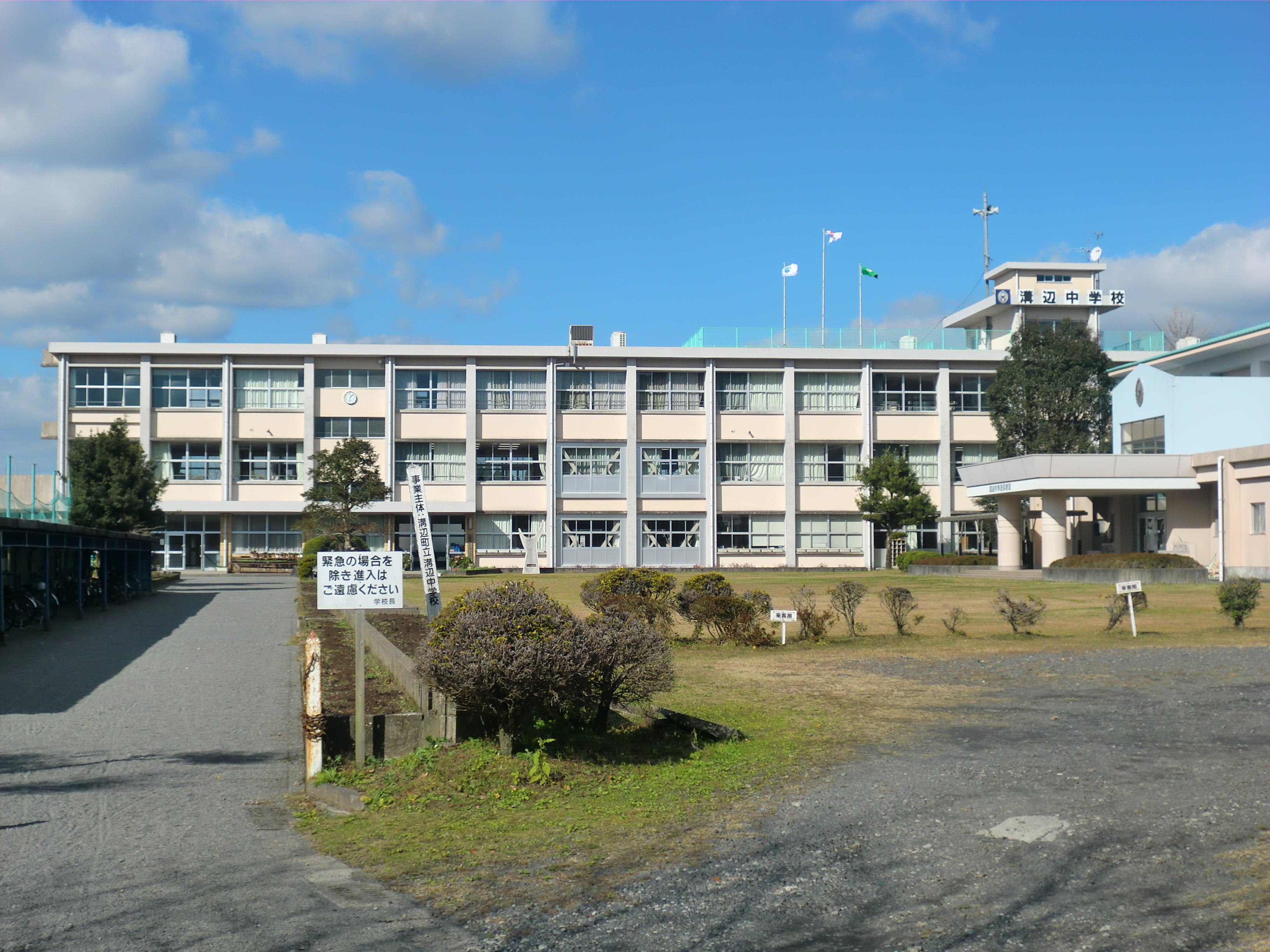
溝辺町立溝辺中学校
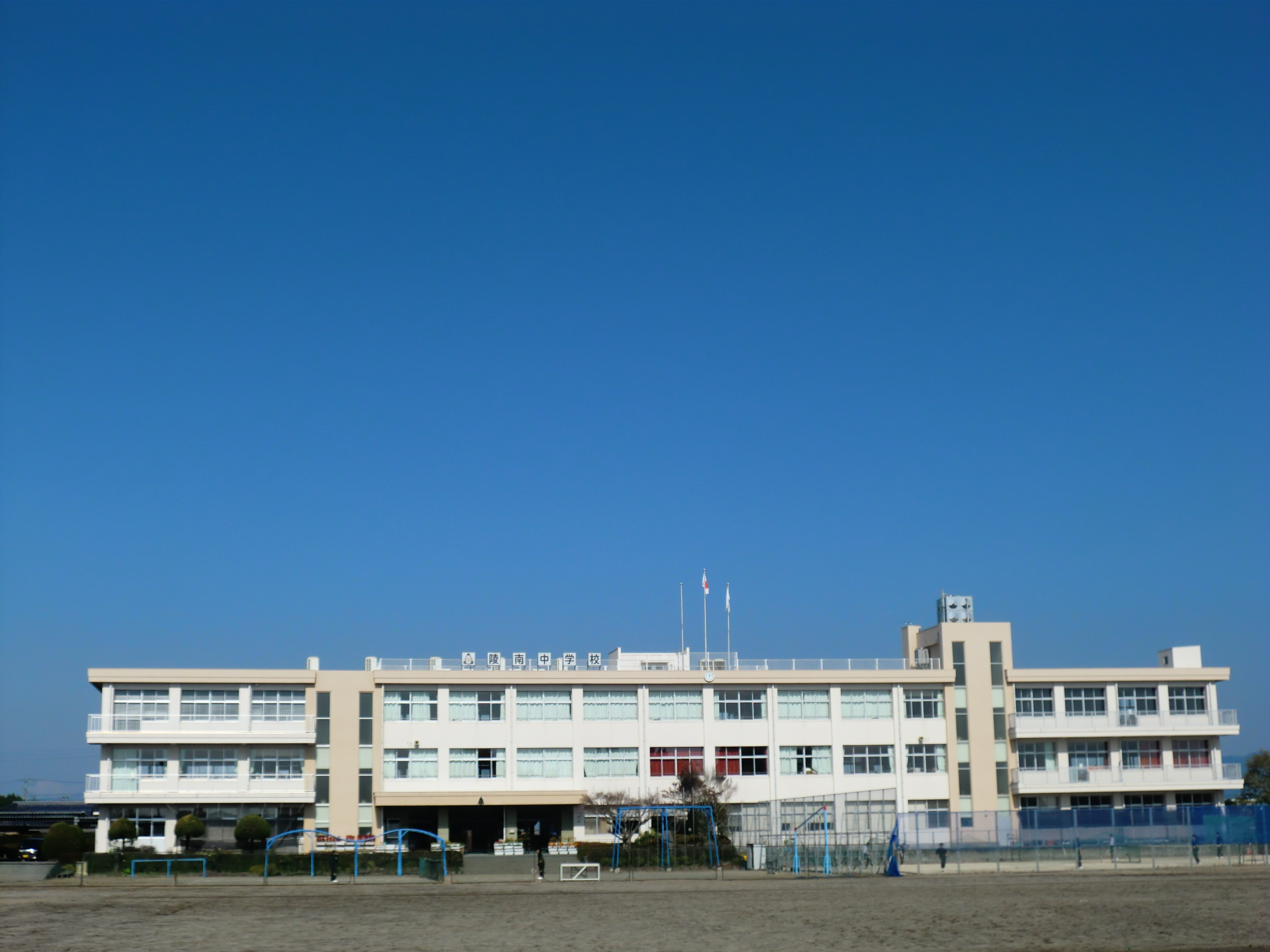
溝辺町立陵南中学校

#### 小学校

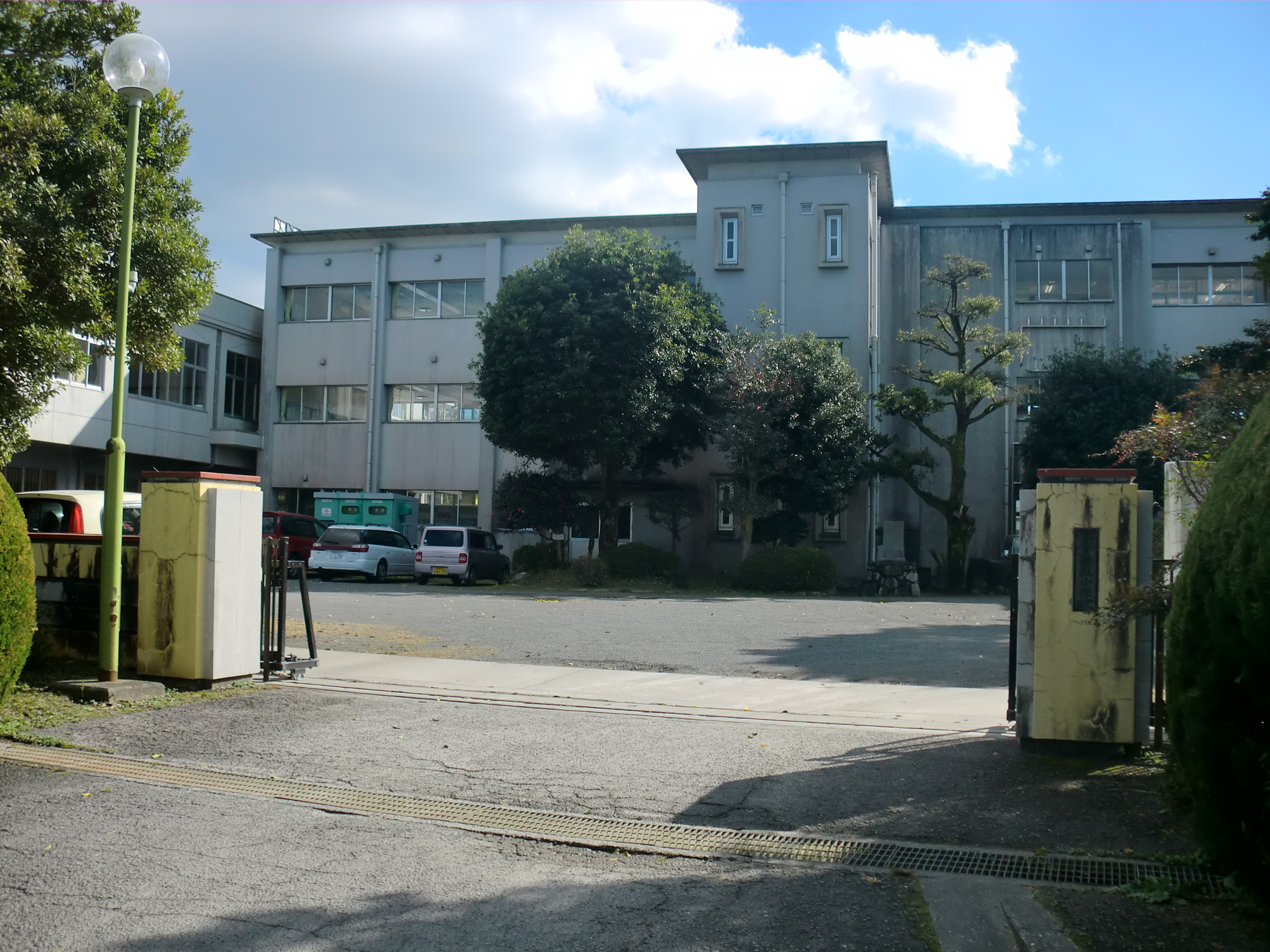
溝辺町立溝辺小学校
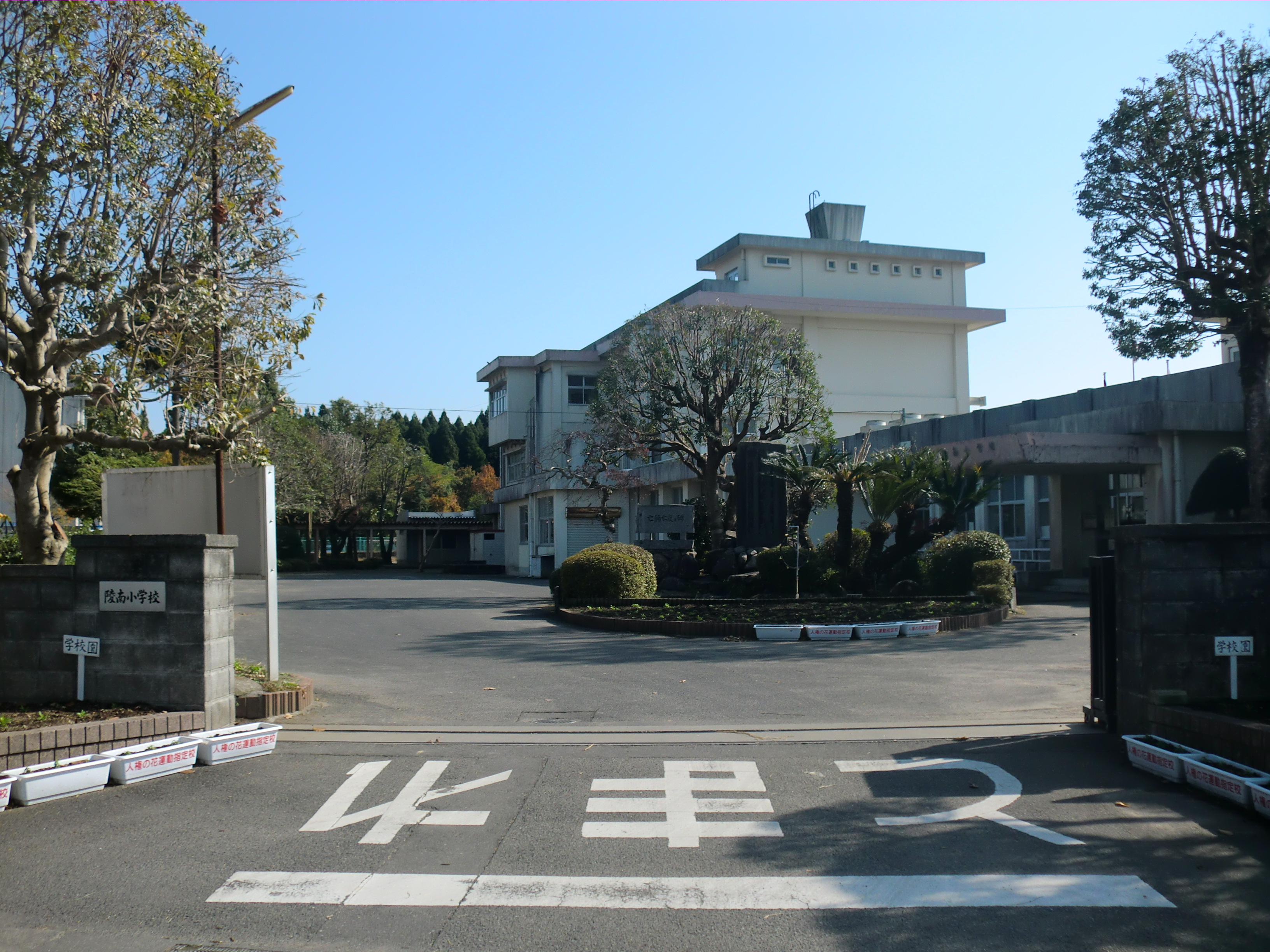
溝辺町立陵南小学校
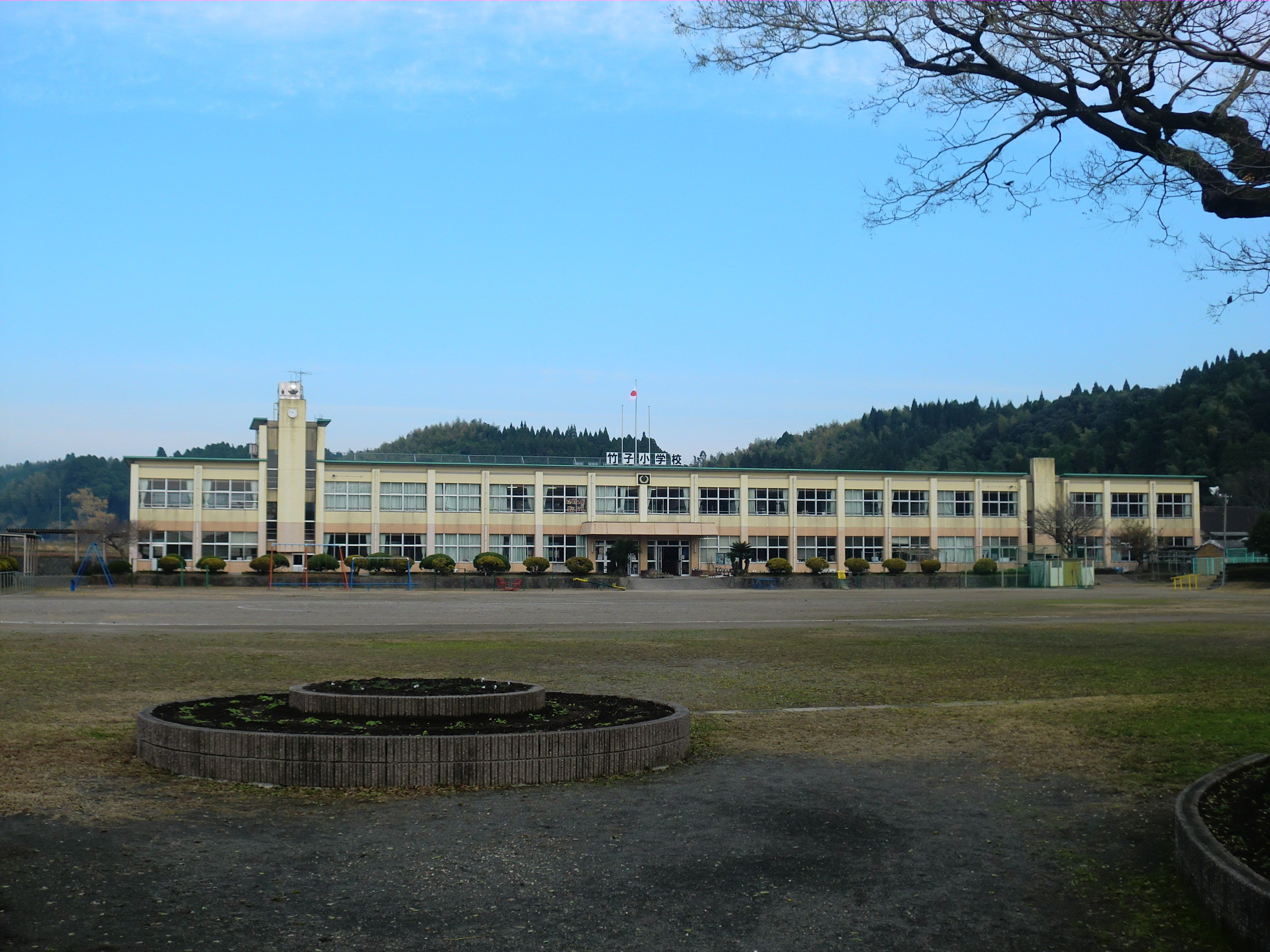
溝辺町立竹子小学校

## 交通
最寄り鉄道駅は霧島温泉駅。

### 空港
鹿児島空港ターミナルビル所在地。

### バス路線
鹿児島空港アクセスバスは除く。

#### 一般路線バス
- 南国交通
- 林田バス（現・鹿児島交通）

#### 高速バス
- 九州自動車道：鹿児島空港南バスストップ

### 道路

#### 高速道路
- 九州自動車道
  - 溝辺パーキングエリア - 鹿児島空港南バスストップ - 溝辺鹿児島空港インターチェンジ

#### 一般国道
- 国道504号

## 名所・旧跡・観光スポット・祭事・催事
- 西郷公園